# Petroleuciscus
Petroleuciscus es un género de peces de la familia Cyprinidae y de la orden de los Cypriniformes. 

## Especies
El género tiene cinco especies reconocidas:
- Petroleuciscus borysthenicus (Kessler, 1859)
- Petroleuciscus esfahani Coad & Bogutskaya, 2010
- Petroleuciscus kurui (Bogutskaya, 1995)
- Petroleuciscus persidis (Coad, 1981)
- Petroleuciscus smyrnaeus (Boulenger, 1896)